# Cleenewerck de Crayencour
De familie Cleenewerck, vanaf 1858: Cleenewerck de Crayencour, afkomstig uit Belle (Frankrijk), is een oud burgerlijk geslacht dat voor het eerste vermeld wordt in 1601 en waarvan leden sinds 1925 tot de Belgische adel behoren.

## Geschiedenis

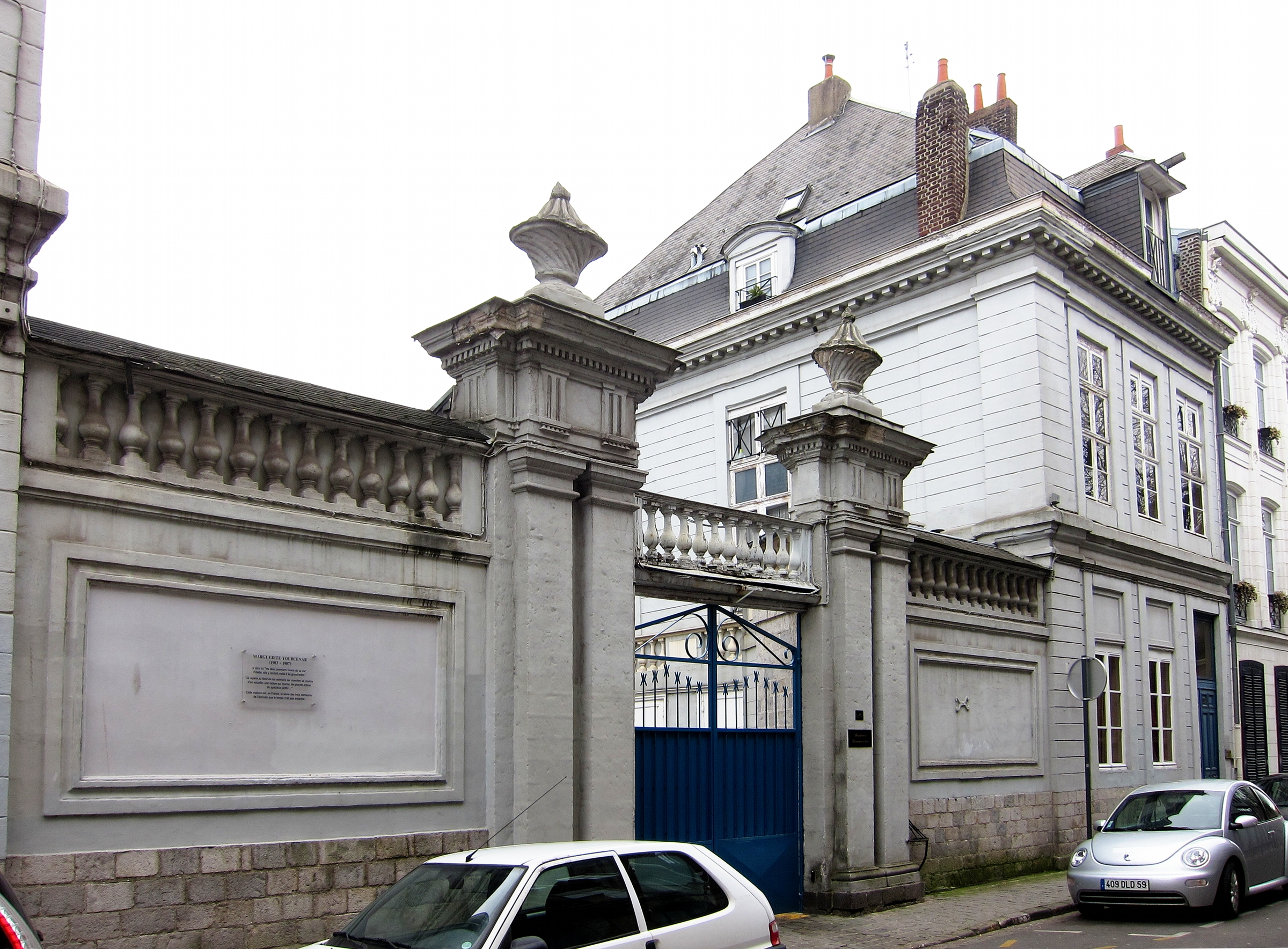
Huis van Noémie Dufresne (1828-1909) in Rijsel

De stamreeks begint met Nicolas Cleenewerck, burger van Belle, wiens zoon Michel Cleenewerck in 1601 trouwde, eerste vermelding van dit geslacht. Dit Franstalige Vlaamse en Noord-Franse burgerlijke geslacht van griffiers en baljuws der stad Belle bezat in de achttiende eeuw grond aan beide zijden van de grens. De vrouw van Michel Charles Cleenewerck de Crayencour (1822-1886) Noémie Dufresne (1828-1909) (wiens familie veel genationaliseerde grond in de tijd van de Revolutie gekocht had), was een grootgrondbezitter en bezat onder andere Le Mont Noir.. 
De bekendste telg is Marguerite Antoinette Jeanne Marie Ghislaine Cleenewerck de Crayencour, beter bekend onder haar pseudoniem Marguerite Yourcenar, een schrijfster die in 1980 het allereerste vrouwelijke lid van de Académie française werd. Het pseudoniem Yourcenar van de auteur is een bijna volledig anagram van Crayencour. Haar halfbroer, Michel Cleenewerck de Crayencour (1885-1966), opteerde in 1905 voor de Belgische nationaliteit. Hij werd in 1925 in de Belgische adelstand verheven en verkreeg in 1957 de persoonlijke titel van ridder; hij is de stamvader van de nog levende nazaten van het geslacht in België. De zoon van Michel, Georges (1920-1999), heeft Marguerite Yourcenar geholpen met genealogische gegevens voor haar familiegeschiedenis zoals beschreven in haar trilogie. Yourcenar vertelt het verhaal van haar voorgeslacht in Le Labyrinthe du Monde dat in het Nederlands als  's Werelds doolhof verscheen.
In 1967 werd aan de oudste zoon van Michel de titel van ridder, overdraagbaar bij eerstgeboorte, verleend. De familie gebruikt vaak alleen het tweede deel van de naam de Crayencour.
De familie is niet opgenomen in het Franse standaardwerk Catalogue de la noblesse française en niet aangesloten, hoewel soms anders wordt gesuggereerd, bij de Association d'entraide de la noblesse française (ANF), de in 1967 publiekelijk erkende Franse organisatie die adellijke Franse families registreert, gebaseerd op gedegen wetenschappelijk bewijs.

## Wapenbeschrijvingen

### 1925
- Van lazuur, met drie vijfpuntige sterren van goud, met het schildhoofd van zilver, beladen met drie gerangschikte vogeltjes zonder pooten van sabel.
- Het schild getopt met eenen helm van zilver, getralied, gehalsband en omboord van goud, gevoerd en vastgehecht van keel, met wrong en dekkleeden van lazuur en goud.
- Helmteken: een vogeltje van het schild, tusschen eene vlucht van lazuur en goud.

### 1957
- Van azuur, met drie sterren van goud, met het schildhoofd van zilver, beladen met drie gerangschikte mereltjes van sabel.
- Het schild overtopt met een helm van zilver, gekroond, getralied, gehalsband en omboord van goud, gevoerd en gehecht van keel, met dekkleden van azuur en van goud.
- Helmteken: een mereltje van het schild, tussen een vlucht van azuur en van goud.
- Bovendien voor [de titularis] het schild getopt met een ridderkroon.

### 1967
- Als 1957.

## Enkele telgen
Michel René Charles Jean Cleenewerck de Crayencour (1853-1929); trouwde in 1884 Constance Justine Marie Berthe Louys de la Grange (1861-1899); hertrouwde in 1900 met de Belgische jkvr. Fernande Louise Marie Ghislaine de Cartier de Marchienne (1872-1903), lid van de familie De Cartier; trouwde opnieuw in 1926 met Christine Marie Amélie Brown-Hovelt (1873-1950)
- Ridder[5] Michel Cleenewerck de Crayencour (1885-1966), genationaliseerd tot Belg in 1905, in 1925 verheven in de adelstand, verkreeg in 1957 de persoonlijke titel van ridder
  - Ridder Michel Cleenewerck de Crayencour (1911-1976), verkreeg in 1967 de erfelijke titel van ridder met overgang bij eerstgeboorte
  - jhr. Jean-Pierre Cleenewerck de Crayencour (1915-1985)
    - jkvr. Claire Cleenewerck de Crayencour (1956) x jhr. Patrick Rittweger de Moor (1954)
      - Stéphanie Crayencour (1983) (eigenlijk: jkvr. Stéphanie Rittweger de Moor), actrice en zangeres

  - jhr. Georges de Crayencour (1920-1999), genealoog en heraldisch tekenaar
    - jhr. Daniel Cleenewerck de Crayencour (1949)
      - jhr. Vincent de Crayencour (1978), uitgever
      - jhr. Amaury de Crayencour (1984), acteur
- Marguerite Yourcenar (1903-1987) (eigenlijk: Marguerite Cleenewerck de Crayencour), schrijfster en eerste vrouw in de Académie Française.